# Industrial Light & Magic
Industrial Light & Magic (ILM) é uma empresa estadunidense de efeitos especiais para filmes, várias vezes vencedora do Oscar de melhores efeitos visuais, fundada em Maio de 1975 por George Lucas. É uma divisão da produtora Lucasfilm, criada em 1971. A sede está localizada no Presídio de São Francisco, na Califórnia. Lynwen Brennan, que ingressou na empresa em 1999, atualmente é presidente e gerente-geral da ILM. Em 2012, com a compra da Lucasfilm pela Walt Disney Company, a ILM também passa a ser propriedade da empresa.
A empresa é conhecida por várias de suas franquias de sucesso, como Star Wars, Jurassic Park, Indiana Jones, Star Trek, Harry Potter, Piratas do Caribe e Os Vingadores. Também é responsável pelo show ABBA Voyage.

## Filmografia
Os filmes a seguir estão com os títulos originais.
| Ano  | Filmes Notáveis |
| ---- | --- |
| 1977 | - Star Wars Episode IV: A New Hope |
| 1980 | - Star Wars Episode V: The Empire Strikes Back |
| 1981 | - Raiders of the Lost Ark - Dragonslayer (Primeira produção de outra companhia) |
| 1982 | - Star Trek II: The Wrath of Khan - E.T. the Extra-Terrestrial - The Dark Crystal - Poltergeist |
| 1983 | - Star Wars Episode VI: Return of the Jedi - Twice Upon a Time |
| 1984 | - Indiana Jones and the Temple of Doom - Star Trek III: The Search for Spock - Caravan of Courage: An Ewok Adventure (TV) - Starman |
| 1985 | - The Goonies - Cocoon - Back to the Future - Explorers - Amazing Stories (TV) (1985–87) - Ewoks: The Battle for Endor (TV) - Young Sherlock Holmes - Enemy Mine |
| 1986 | - The Money Pit - Labyrinth - Howard the Duck - Star Trek IV: The Voyage Home (Também co-produziu o filme) - The Golden Child (Também co-produziu o filme) |
| 1987 | - Harry and the Hendersons - Innerspace - Star Trek: The Next Generation, episódio piloto "Encounter at Farpoint" - *batteries not included - Spaceballs - The Witches of Eastwick                                                                                                |
| 1988 | - Willow - Who Framed Roger Rabbit - Cocoon: The Return - The Last Temptation of Christ - The Accidental Tourist |
| 1989 | - The 'Burbs - Indiana Jones and the Last Crusade - Star Trek V: The Final Frontier - Ghostbusters II - The Abyss - Body Wars (Efeitos do simulador do parque temático da Disney) - Always - Back to the Future Part II - Leviathan                                               |
| 1990 | - Joe Versus the Volcano - Dreams - Total Recall - Die Hard 2 - Arachnophobia - Back to the Future Part III - Ghost |
| 1991 | - Flight of the Intruder - Switch - Hudson Hawk - The Rocketeer - Terminator 2: Judgment Day - Backdraft - Star Trek VI: The Undiscovered Country - Hook |
| 1992 | - The Young Indiana Jones Chronicles (TV) (1992–93) - Death Becomes Her - Memoirs of an Invisible Man |
| 1993 | - Alive - Last Action Hero - The Meteor Man - Jurassic Park - Fire in the Sky |
| 1994 | - The Hudsucker Proxy - Maverick - Wolf - Baby's Day Out - Disclosure - In the Mouth of Madness - Star Trek: The Next Generation episódio final "All Good Things..." - The Flintstones - Forrest Gump - The Mask - Radioland Murders - Star Trek Generations                      |
| 1995 | - The Indian in the Cupboard - Congo - Casper - Jumanji - The Dig (Jogo eletrônico) |
| 1996 | - Mission: Impossible - Eraser - Special Effects: Anything Can Happen (Documentário) - 101 Dalmatians - Daylight - Mars Attacks! - Twister - Dragonheart - Star Trek: First Contact                                                                                               |
| 1997 | - The Lost World: Jurassic Park - Men in Black - Contact - Titanic - Starship Troopers - Flubber - Spawn |
| 1998 | - Deep Rising - Jack Frost - Mighty Joe Young - Deep Impact - Saving Private Ryan - Small Soldiers |
| 1999 | - October Sky - Wild Wild West - The Haunting - Deep Blue Sea - Sleepy Hollow - The Mummy - Star Wars Episode I: The Phantom Menace - Galaxy Quest |
| 2000 | - Mission to Mars - The Adventures of Rocky and Bullwinkle - The Perfect Storm - Space Cowboys |
| 2001 | - Planet of the Apes - The Mummy Returns - A.I. Artificial Intelligence - Jurassic Park III - Harry Potter and the Sorcerer's Stone - Pearl Harbor |
| 2002 | - Signs - Star Wars Episode II: Attack of the Clones - Minority Report - Men in Black II - Harry Potter and the Chamber of Secrets - The Time Machine |
| 2003 | - Dreamcatcher - The League of Extraordinary Gentlemen - Master and Commander: The Far Side of the World - Timeline - Peter Pan - Pirates of the Caribbean: The Curse of the Black Pearl - Hulk - Terminator 3: Rise of the Machines                                              |
| 2004 | - Van Helsing - The Chronicles of Riddick - Lemony Snicket's A Series of Unfortunate Events - Harry Potter and the Prisoner of Azkaban - The Day After Tomorrow - Sky Captain and the World of Tomorrow                                                                           |
| 2005 | - Son of the Mask - Star Wars Episode III: Revenge of the Sith - Guerra dos Mundos - The Island - Harry Potter and the Goblet of Fire - The Chronicles of Narnia: The Lion, the Witch and the Wardrobe - Chicken Little (Posteriormente convertido para 3D)                       |
| 2006 | - Mission: Impossible III - Poseidon - Pirates of the Caribbean: Dead Man's Chest - The Nightmare Before Christmas (Posteriormente convertido para 3D) - Eragon |
| 2007 | - Pirates of the Caribbean: At World's End - Evan Almighty - Transformers - Harry Potter and the Order of the Phoenix - National Treasure: Book of Secrets |
| 2008 | - The Spiderwick Chronicles - Iron Man - Speed Racer - The Happening - Indiana Jones and the Kingdom of the Crystal Skull - Twilight - WALL-E (sequências em Live action) |
| 2009 | - Star Trek - Terminator Salvation - Transformers: Revenge of the Fallen - Harry Potter and the Half-Blood Prince - Surrogates - Avatar |
| 2010 | - Iron Man 2 - The Last Airbender - Harry Potter and the Deathly Hallows – Part 1 |
| 2011 | - I Am Number Four - Rango (Primeiro longa-metragem totalmente animado) - Pirates of the Caribbean: On Stranger Tides - Super 8 - Transformers: Dark of the Moon - Harry Potter and the Deathly Hallows – Part 2 - Cowboys & Aliens - Hugo - Mission: Impossible – Ghost Protocol |
| 2012 | - Red Tails - The Hunger Games - The Avengers - Battleship - Cloud Atlas - Paranormal Activity 4 |
| 2013 | - Identity Thief - G.I. Joe: Retaliation - Pain & Gain - Iron Man 3 - The Great Gatsby - Star Trek Into Darkness - Now You See Me - World War Z - The Lone Ranger - Pacific Rim - RED 2 - Elysium - Lone Survivor                                                                 |
| 2014 | - Noah - Captain America: The Winter Soldier - The Big Bang Theory, episódio "The Proton Transmogrification" - Transformers: Age of Extinction - The Last Ship, episódio piloto "Phase Six" - Lucy - Teenage Mutant Ninja Turtles - Unbroken                                      |
| 2015 | - Agent Carter (TV) - Strange Magic - Jupiter Ascending - Avengers: Age of Ultron - Tomorrowland - Jurassic World - Terminator Genisys - Ant-Man - Hitman: Agent 47 - Spectre - Star Wars: The Force Awakens - The Revenant                                                       |
| 2016 | - 13 Hours: The Secret Soldiers of Benghazi - Captain America: Civil War - Teenage Mutant Ninja Turtles 2 - Warcraft - Doctor Strange - Deepwater Horizon - The Great Wall - Rogue One: A Star Wars Story                                                                         |
| 2017 | - Kong: Skull Island - Life - The Mummy - Transformens: The Last Knight - Star Wars: The Last Jedi - Valerian and the City of a Thousand Planets - Only the Brave - Mother! - Thor: Ragnarok - Downsizing                                                                         |
| 2018 | - Black Panther - A Wrinkle In Time - Ready Player One - Avengers: Infinity War - Solo: A Star Wars Story - Jurassic World: Fallen Kingdom - Skycrapper - Ant-Man and the Wap - BumbleBee - Aquaman                                                                               |
| 2019 | - Captain Marvel - Us - Avengers: EndGame - Aladdin - Spider-Man: Far From Home - Terminator: Dark Fate - The Irishman - The Mandalorian (1.ª temporada) - 6 Underground - Star Wars: The Rise of Skywalker                                                                       |
| 2020 | - The Mandalorian (2.ª temporada) - Mank (filme) - The Stand - O Céu da Meia-Noite |
| 2022 | - Jurassic World: Dominion - The Batman - Lost Ollie - Good Night Oppy - Obi-Wan Kenobi |